# Episodi di Ingovernabile (seconda stagione)
La seconda stagione della serie televisiva Ingovernabile, composta da 12 episodi, è stata interamente pubblicata internazionalmente sul servizio video on demand Netflix il 14 settembre 2018.
| nº | Titolo originale              | Titolo italiano              | Pubblicazione Messico | Pubblicazione Italia |
| -- | ----------------------------- | ---------------------------- | --------------------- | -------------------- |
| 1  | La Justicia Como Espectáculo  | La giustizia come spettacolo | 14 settembre 2018     | 14 settembre 2018    |
| 2  | Romper Cadenas                | Rompere le catene            | 14 settembre 2018     | 14 settembre 2018    |
| 3  | El Peso De La Herencia        | Il peso della corona         | 14 settembre 2018     | 14 settembre 2018    |
| 4  | Desde Las Cenizas             | Dalle ceneri                 | 14 settembre 2018     | 14 settembre 2018    |
| 5  | Encuentro Con El Pasado       | Incontro con il passato      | 14 settembre 2018     | 14 settembre 2018    |
| 6  | Guerreras                     | Guerriere                    | 14 settembre 2018     | 14 settembre 2018    |
| 7  | Paisaje Despues De La Batalla | Dopo la battaglia            | 14 settembre 2018     | 14 settembre 2018    |
| 8  | Entre Dos Mundos              | Tra due mondi                | 14 settembre 2018     | 14 settembre 2018    |
| 9  | Decisiones                    | Decisioni                    | 14 settembre 2018     | 14 settembre 2018    |
| 10 | Resistencia                   | Resistenza                   | 14 settembre 2018     | 14 settembre 2018    |
| 11 | Metamorfosis                  | Metamorfosi                  | 14 settembre 2018     | 14 settembre 2018    |
| 12 | Toma De Posesion              | Speranza                     | 14 settembre 2018     | 14 settembre 2018    |